# Аделунг, Софи фон
Софи (Софья) Николаевна фон Аделунг (нем. Sophie von Adelung; псевдоним — «S. Aden»; 11 марта 1850, Штутгарт — 15 июня 1927, там же) — немецкая писательница и художница русского происхождения.

## Биография
Софи фон Аделунг происходила из русской семьи. Дочь статского советника Николая Федоровича фон Аделунга и Александры Федоровны фон Шуберт. Она была сестрой писательницы Ольги фон Аделунг и двоюродной сестрой метеоролога Владимира Кёппена, зоолога Фёдора Кёппена и писательницы Анны Корвин-Круковской и математика Софьи Ковалевской, воспоминания о которой она опубликовала в 1896 году в журнале «Немецкое обозрение».
Дружила с Великой Княгиней Верой Константиновной. Состояла в переписке с императором Германии Вильгельмом II, которому после начала Первой мировой войны в августе 1914 года писала об отказе от российского подданства.

## Творчество

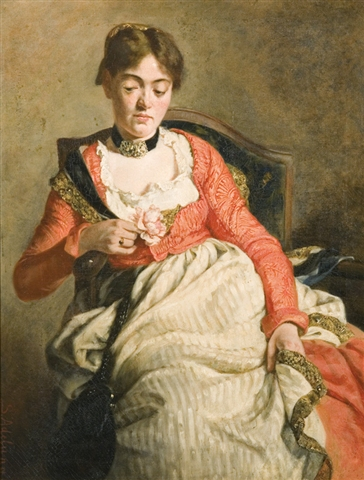
Портрет девушки с розой. Около 1927 года

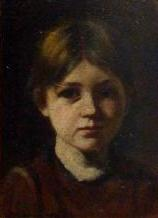
Портрет молодой девушки. 1893 год

Софи фон Аделунг писала, в основном, в молодости, самостоятельно иллюстрируя свои работы. Ряд её произведений связан с Россией. Автор сборников рассказов, повестей и пьес, переведённых с русского языка на немецкий.
Софи фон Аделунг, будучи штатным сотрудником, регулярно писала для журналов «Die Frau», «Fürs Haus» или «Die Wahrheit», печаталась в журнале Теклы фон Гумперт «Töchter-Album».

## Избранные произведения
- Zwei Mädchenbilder in Pastell. Erzählungen für junge Mädchen (1888)
- Russlana. Erzählung für junge Mädchen (1888)
- Kleeblatt. Drei Erzählungen für junge Mädchen (1889)
- Jugenderinnerungen an Sophie Kowalewsky (1896)
- Jugendbühne. Ernste und heitere Theaterstücke für die Jugend herausgegeben von Sophie von Adelung (5 Bände)
  - Band 1: Heinrich von Eichenfels, Die Schneckenvroni, Der Grösste
  - Band 2: Der Lumpensammler, Die Maikönigin
  - Band 3: Rosa von Tannenburg. Das Blumenkörbchen. Das Johanniskäferchen. (58).
  - Band 5: Der verzauberte Königssohn (nach einem Märchen von M. Chovanetz; 1897)
- Das graue Fräulein auf Scharfenstein. Hessische Volkssage (1897)
- Зачарованный принц (1897).
- Sonntagsfriede am Werktag (1920)
- Chopin als Lehrer (1923)
- Täubchen (1924)
- Hamsmelis Mäxle (1830)
- Der grössere Held und Das Professorle

Софи фон Аделунг — художница-портретист и иллюстратор. Среди её известных полотен:
- Молодая женщина в передней с драгоценностями
- Портрет молодой девушки (1893)
- Портрет девушки с розой
- Две девушки в пастельных тонах
- Портрет молодой женщины с капюшоном
- Автопортрет